# Carin Jennings-Gabarra
Carin Jennings-Gabarra, née le 9 janvier 1965 à East Orange dans le New Jersey, est une footballeuse américaine. Elle a été sélectionnée à 117 reprises en équipe des États-Unis entre 1987 et 1996. Elle a reçu le titre de meilleure joueuse de la coupe du monde 1991 au cours de laquelle elle a remporté la coupe du monde, elle a été également championne olympique en 1996 à Atlanta. Aujourd'hui entraîneuse, elle s'occupe de la section de football féminin à l'Académie navale d'Annapolis depuis 1993.

## Biographie

### Joueuse
Bien que née dans le New Jersey, Carin Jennings a grandi à Palo Verde en Californie. C'est au cours de ses études qu'elle fait remarquer ses talents de footballeuse où à trois reprises elle est élue meilleure footballeuse de Californie.
Après ses études secondaires, elle entre à l'Université de Californie à Santa Barbara où elle poursuit sa progression dans le football. Durant quatre années, elle inscrit un total de 102 buts (que seule Mia Hamm plus tard réussit à battre).
À la sortie de ses études en 1987, Jennings décide de jouer au Southern California Ajax à Manhattan Beach (Californie) où elle remporte à deux reprises la coupe nationale amateure des États-Unis en 1992 et 1993 avant d'être draftée en 1993 au Los Angeles United.
Mais c'est en équipe nationale des États-Unis où elle fait ses débuts en 1987 qui lui permet de démontrer ses qualités de footballeuse. Elle dispute sous son maillot 177 matchs entre 1987 et 1996 et y inscrit 53 buts. Elle participe ainsi à la première édition de la coupe du monde en 1991 où elle devient championne du monde et est élu meilleure joueuse du tournoi (elle y inscrit six buts, terminant seconde meilleure buteuse du tournoi derrière sa compatriote Michelle Akers auteur de 10 buts). Sélectionnée lors de la coupe du monde 1995, sa sélection est éliminée au stade des demi-finales contre la Norvège. En 1996, elle dispute sa dernière compétition internationale, où les Jeux olympiques d'été mettent pour la première fois à son programme le football féminin, Jennings et les États-Unis deviennent les premières championnes olympiques de football féminin à Atlanta.

### Entraîneuse
Très tôt, Jennings avait commencé à entraîner des équipes. Dès 1987, elle s'occupe de l'équipe féminine de football de Westmont College à Santa Barbara, l'année suivante elle devient assistante de l'entraîneur à Harvard. En 1993, l'Académie navale d'Annapolis l'engage à la tête de leur équipe féminine de football, poste qu'elle occupe toujours aujourd'hui[Quand ?].

### Vie personnelle
En 1992, Carin Jennings se marie avec le footballeur Jim Gabarra (et adopte le nom de Carin Jennings-Gabarra), elle a eu avec lui un fils et deux filles.

## Palmarès
- Vainqueur de la Coupe du monde : 1991.
- Championne olympique en 1996.

## Distinctions personnelles
- Élu meilleure joueuse de la coupe du monde 1991[1].